# 華萊士四絲無鬚鯰
華萊士四絲無鬚鯰，為輻鰭魚綱鯰形目項鰭鯰科的其中一種，為熱帶淡水魚類，分布於南美洲托坎廷斯河流域，體長可達20.6公分，棲息在底層水域，生活習性不明。